# Katica Drobne
Katica Drobne, slovenska geologinja in mikropaleontologinja, * 7. april 1936, Ljubljana.

## Življenje in delo
Doktorirala je 1972 na ljubljanski Fakulteti za naravoslovje in tehnologijo in se zaposlila kot znanstvena svetnica na Paleontološkem inštitutu Ivana Rakovca pri Znanstvenoraziskovalnem centeru SAZU. V raziskovalnem delu se je posvetila raziskavam terciarnih in zdaj živečim praživalim iz skupine foraminifer, zlasti njihovemu razvoju, starosti in okolju, v katerem so živele. Ob izsledkih foraminifer je razčlenila staroterciarne plasti v Sloveniji in Istri. Objavila je več razprav in znanstvenih raziskav.

## Nagrade
Leta 1979 je prejela Nagrado Sklada Borisa Kidriča za delo Paleogenske alveoline iz Slovenije in Istre, - Schweizerische Paläontologische Abhandlungen, 99, str. 1-132, Basel 1977
.